# Calandrella
Calandrella é um género de aves passeriformes da família das cotovias, onde se classificam 10 espécies, incluindo as calhandrinhas. O grupo habita zonas áridas, desertos rochosos e planícies abertas na Europa, Ásia, África e Arábia.
São aves de pequeno porte, com 14 a 17 cm de comprimento. O bico é curto e cónico, adaptado a uma alimentação à base de sementes. A plumagem é de cor acastanhada, riscada em tons ruivos e/ou acinzentados, mais clara e uniforme na região ventral. A cauda é curta e geralmente debruada a branco.

## Espécies
- Calandrella acutirostris
- Calandrella dukhunensis
- Calandrella blanfordi
- Calandrella eremica
- Calandrella cinerea
- Calandrella brachydactyla